# K2 FM
K2 FM est une station radio de la ville de Bamako, au Mali.Elle est considérée comme la deuxième chaine du groupe Kledu après la radio Kledu. C'est une radio 100% musique. Des émissions de divertissement y sont séquentiellement diffusées. K2FM est là traduction de Kledu 2 FM, c'est-à-dire Kledu, deuxième chaine(2). Elle a commencé ses émissions en 2004-2005 sur les hauteurs de l'immeuble Meeti au quartier Titibougou sur la route de Koulikoro. 

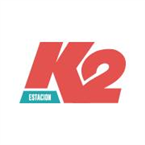
Logo De la station radio K2FM